# Henryk Hilarowicz
Henryk Hilarowicz (ur. 22 sierpnia 1890 w Warszawie, zm. 3/4 lipca 1941 we Lwowie) – polski chirurg, profesor Uniwersytetu Jana Kazimierza we Lwowie.

## Życiorys
Był wnukiem Hilarego Nusbauma i synem wybitnego zoologa Józefa Nusbauma (od 1907 Nusbauma-Hilarowicza) i Rozalii z Głębockich. 
Ukończył studia medyczne na Wydziale Lekarskim Uniwersytetu Lwowskiego i na stałe związał się ze Lwowem. 
Szczególne zasługi położył podczas inwazji rosyjskiej w 1914, jako lekarz na oddziałach chirurgicznych we Lwowie, a także podczas obrony Lwowa w 1918–1919 jako lekarz trzeciej grupy lotniczej. 
W 1929 habilitował się w dziedzinie chirurgii, był docentem i od 1939 profesorem tytularnym w Klinice Chirurgii Uniwersytetu Jana Kazimierza. 
Był członkiem Międzynarodowego Towarzystwa Chirurgicznego w Brukseli (od 1929).
Cieszył się opinią wybitnego praktyka, koledzy lekarze mówili o nim: Gdybym się musiał operować, dałbym się krajać tylko Hilarowiczowi. 
Poszukiwał pionierskich rozwiązań operacyjnych. Opublikował wiele prac z dziedziny chirurgii, m.in. Z badań nad chyżością opadania krwinek, Zasady znieczulenia miejscowego.
Zginął w grupie profesorów lwowskich, zamordowanych przez Niemców (Einsatzkommando zur besonderen Verwendung, pod dowództwem Brigadeführera Karla Eberharda Schöngartha) w nocy z 3 na 4 lipca 1941.

## Ordery i odznaczenia
- Złoty Krzyż Zasługi (22 kwietnia 1939)[1]